# ジョー・ファギン
ジョセフ・"ジョー"・ファギン（Joseph "Joe" Fagin、生没年月日不詳）は、アメリカ合衆国オハイオ州シンシナティ出身の野球選手（捕手）である。19世紀に1試合だけメジャーリーグベースボール（MLB）の試合に出場した。
生没年月日・身長体重・投打の利き腕などは不詳である。また、ファーストネームはジョセフではなくフレッド（Fred）だとする文献もある。

## 経歴
シンシナティ出身で、地元のアマチュアチームでプレイしていた。1895年、故障者発生のため新しい捕手が必要となったナショナルリーグのセントルイス・ブラウンズ (現在のセントルイス・カージナルス) と急遽契約して6月25日の試合に出場した。同試合ではヒットを1本放ち、2打点を挙げた。一方で守備ではパスボール2つと失策4つを犯し、守備率は.636という低率だった。ただし盗塁を試みた7人の走者のうち3人を刺し、盗塁阻止率は43％を記録している。
ファギンがMLBで出場したのは、この1試合だけである。

## 詳細情報

### 年度別打撃成績
| 年 度     | 球 団     | 試 合 | 打 席 | 打 数 | 得 点 | 安 打 | 二 塁 打 | 三 塁 打 | 本 塁 打 | 塁 打 | 打 点 | 盗 塁 | 盗 塁 死 | 犠 打 | 犠 飛 | 四 球 | 敬 遠 | 死 球 | 三 振 | 併 殺 打 | 打 率 | 出 塁 率 | 長 打 率 | O P S |
| --------- | --------- | ----- | ----- | ----- | ----- | ----- | -------- | -------- | -------- | ----- | ----- | ----- | -------- | ----- | ----- | ----- | ----- | ----- | ----- | -------- | ----- | -------- | -------- | ----- |
| 1895      | STL       | 1     | 4     | 3     | 0     | 1     | 0        | 0        | 0        | 1     | 2     | 0     | -        | 1     | -     | 0     | -     | 0     | 0     | -        | .333  | .333     | .333     | .667  |
| 通算：1年 | 通算：1年 | 1     | 4     | 3     | 0     | 1     | 0        | 0        | 0        | 1     | 2     | 0     | -        | 1     | -     | 0     | -     | 0     | 0     | -        | .333  | .333     | .333     | .667  |

- 「-」は公式記録なし。